# То долази
То долази (енгл. It Follows) амерички је хорор филм из 2014. у редитеља, сценаристе и продуцента Дејвида Роберта Мичела са Мајком Монро у главној улози.

## Радња
Јесен би за деветнаестогодишњу Џеј (Мајка Монро) требало да представља школу, момке и изласке на језеро викендом, али након наизглед невиног сексуалног односа, Џеј обузимају чудне визије и осећај да је неко или нешто прати. Суочена са страшним приказањима заједно са својим пријатељима тинејџерима тражи начин како да побегне страховима који се налазе свега неколико корака иза њих.

## Улоге
| Глумац          | Улога            |
| --------------- | ---------------- |
| Мајка Монро     | Џејми "Џеј" Хајт |
| Кир Гилкрист    | Пол              |
| Оливија Лукарди | Јара             |
| Лили Сип        | Кели Хајт        |
| Данијел Зовато  | Грег Ханиган     |
| Џејк Вири       | Џеф Редмонд/Хју  |
| Бејли Спрај     | Ени              |
| Деби Вилијамс   | гђа Хајт         |
| Руби Харис      | гђа Редмонд      |
| Лејса Пулидо    | гђа Ханиган      |
| Ил Барда        | г. Хајт          |